# Боровлянка (Чаришський район)
Боровля́нка (рос. Боровлянка) — село у складі Чаришського району Алтайського краю, Росія.

## Населення
Населення — 82 особи (2010; 102 у 2002).
Національний склад (станом на 2002 рік):
- росіяни — 100 %